# Pacem in terris
Pacem in terris (en español: Paz en la Tierra) es la última de las ocho encíclicas del papa Juan XXIII, publicada el 11 de abril de 1963, 53 días antes del fallecimiento del pontífice, coincidiendo con la celebración del Jueves Santo. Con un subtítulo que reza: «Sobre la paz entre todos los pueblos que ha de fundarse en la verdad, la justicia, el amor y la libertad», era una especie de llamamiento del sumo pontífice a todos los seres humanos y todas las naciones para luchar juntos en la consecución de la paz en medio del clima hostil generado por la Guerra Fría.

## Antecedentes

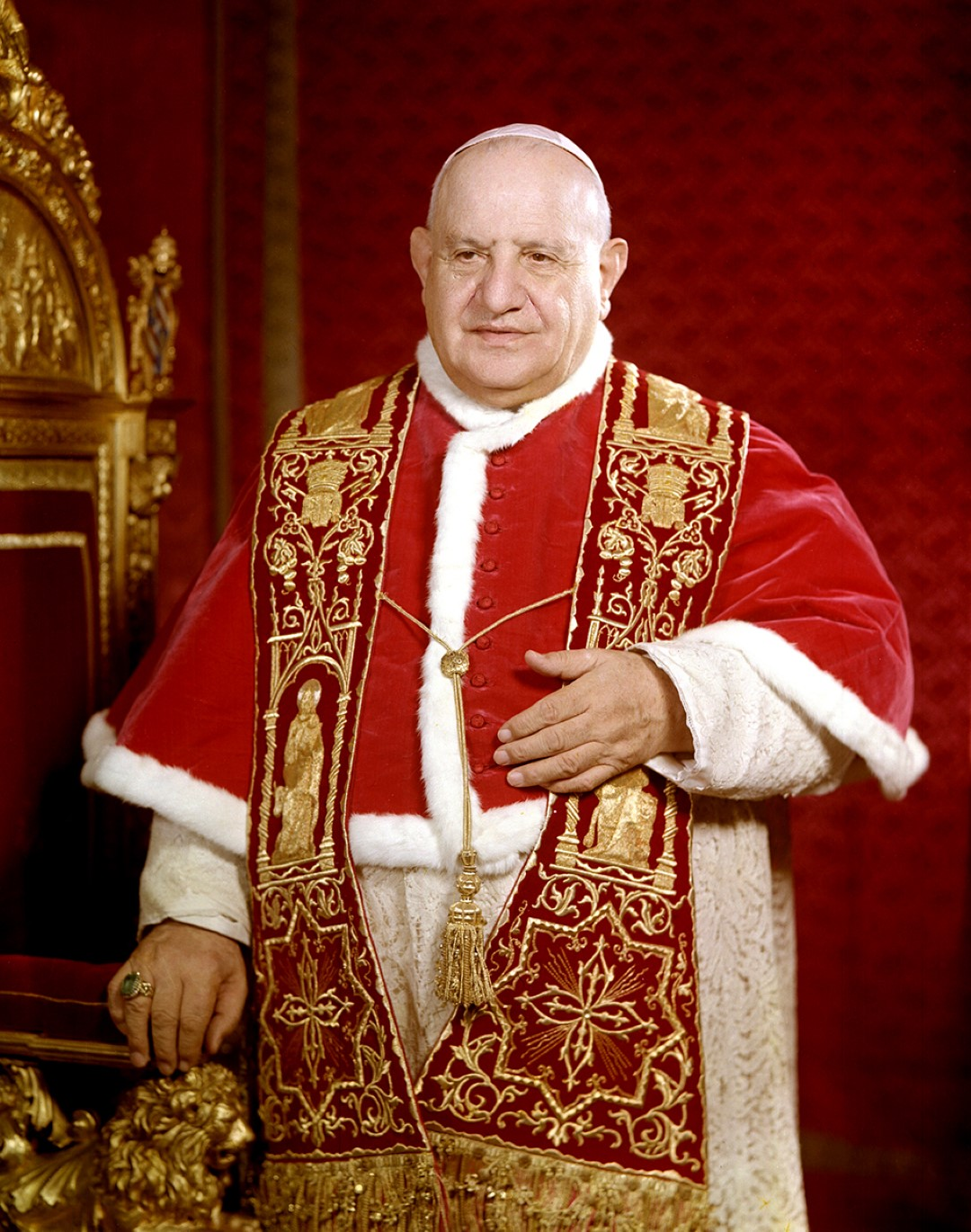
Juan XXIII, autor de la encíclica Pacem in terris.

Durante el pontificado de Juan XXIII, la tranquilidad mundial fue alterada por sucesos como la creación del programa Sputnik, el apogeo de la Guerra Fría y la subsecuente construcción del Muro de Berlín, la crisis de los misiles de Cuba, la guerra de Vietnam y la posibilidad de que todo esto desembocara en una guerra nuclear; es en ese contexto que surge Pacem in terris.
El 11 de abril de 1963, el papa firmó la encíclica durante una rueda de prensa y anunció que se publicaría dos días más tarde, también afirmó que iba dirigida «a todos los hombres de buena voluntad» y no únicamente a la feligresía católica y al episcopado. Además convocó a todos los humanos y a todas las naciones a colaborar para conseguir la paz por medio de la comprensión, la ayuda mutua y el respeto de los derechos de los demás.

## Contenido
Pacem in terris lleva un subtítulo que dice: «Sobre la paz entre todos los pueblos que ha de fundarse en la verdad, la justicia, el amor y la libertad», que describe los cuatro principios considerados fundamentales para alcanzar la paz: la verdad como fundamento, la justicia como regla, el amor como motor y la libertad como clima. Su estructura está compuesta por una «Introducción» y cinco secciones llamadas: «Ordenación de las relaciones civiles y matrimoniales», «Ordenación de las relaciones políticas», «Ordenación de las relaciones internacionales», «Ordenación de las relaciones mundiales» y «Normas para la acción temporal del cristiano».
En general hace énfasis en los derechos y deberes que deben observar los seres humanos y los estados, en las  relaciones entre sí y en las relaciones con otros seres humanos y otros estados, con la finalidad de conseguir la paz y el bien común; señala además que el ser humano debe tener paz interior para poder conseguir la paz social. 

«En toda convivencia humana bien ordenada y provechosa hay que establecer como fundamento el principio de que todo hombre es persona, esto es, naturaleza dotada de inteligencia y de libre albedrío, y que, por tanto, el hombre tiene por sí mismo derechos y deberes, que dimanan inmediatamente y al mismo tiempo de su propia naturaleza. Estos derechos y deberes son, por ello, universales e inviolables y no pueden renunciarse por ningún concepto.»
Pacem in terris, 9

Entre otras cosas demanda la reivindicación del papel de la mujer al interior del hogar y en la sociedad y a respetar los derechos de los exiliados y las minorías étnicas. En el plano internacional, invita a las naciones a frenar la carrera armamentista y a prohibir las armas nucleares y puntualiza la responsabilidad de la Organización de las Naciones Unidas en la promoción de la buena relación entre los pueblos y la consecución de la paz, así como también la importancia de la Declaración Universal de los Derechos Humanos.
El rechazo incondicional de la carrera de armamentos y de la guerra en sí misma constituye una de las innovaciones más importantes  de esta encíclica. Sostiene que en la era atómica resulta impensable que la guerra se pueda utilizar como instrumento de justicia. Esto, a su vez, implicó un fuerte cuestionamiento al concepto de guerra justa que, en el pensamiento del historiador José Orlandis, resultó virtualmente abolido por la encíclica.

«[...] la justicia, la recta razón y el sentido de la dignidad humana exigen urgentemente que cese ya la carrera de armamentos; que, de un lado y de otro, las naciones que los poseen los reduzcan simultáneamente; que se prohíban las armas atómicas; que, por último, todos los pueblos, en virtud de un acuerdo, lleguen a un desarme simultáneo, controlado por mutuas y eficaces garantías.»

«[...] en nuestra época, que se jacta de poseer la energía atómica, resulta un absurdo sostener que la guerra es un medio apto para resarcir el derecho violado.»
Juan XXIII, Pacem in terris, 112 y 127

## Recepción

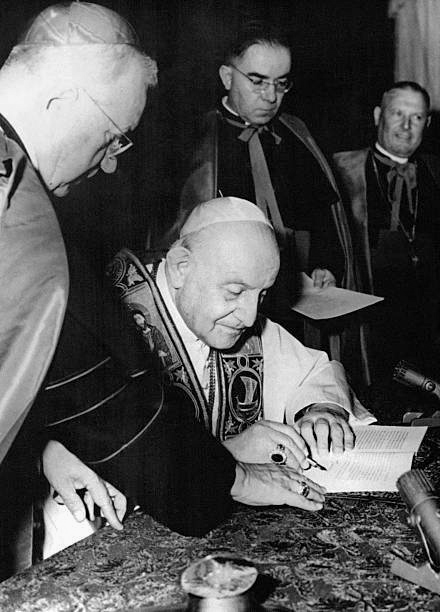
Juan XXIII fotografiado durante la firma de la Pacem in Terris el 9 de abril de 1963.

Hasta 1963, Pacem in terris fue el documento papal que tuvo mayor difusión y repercusión a nivel internacional y las reacciones de la prensa y los líderes políticos y religiosos fueron generalmente positivas. U Thant, secretario general de la Organización de las Naciones Unidas —quien recibió la única copia con firma autógrafa que salió del Vaticano de manos del cardenal Leo Jozef Suenens, afirmó: «La he leído con un profundo sentido de satisfacción […] La encíclica está completamente de acuerdo con las concepciones y los objetivos de las Naciones Unidas». El gobierno de los Estados Unidos, presidido por John F. Kennedy, a través de su Departamento de Estado expresó: «Acogemos con afecto el mensaje conmovedor del Papa Juan XXIII. La Pacem in Terris es una encíclica histórica de importancia mundial […] ningún país podría ser más receptivo a su profundo llamado que los Estados Unidos».
Nikita Kruschev, primer ministro de la Unión Soviética, declaró en una entrevista:

No podemos menos que tener muy en cuenta la postura del Papa Juan XXIII, posición realista sobre una serie de cuestiones entre las más acuciantes de nuestra época, y, en primer lugar, sobre el problema de la paz y del desarme. En su reciente Encíclica el Papa se ha
pronunciado por el fin de la carrera de armamentos, la prohibición de las armas nucleares, la realización del desarme bajo un control internacional eficaz, en pro de la coexistencia pacífica de los Estados, de las relaciones en pie de igualdad, y en pro de la eliminación de la historia bélica. Es preciso estar ciego para no ver que estas actitudes están fundadas en una comprensión real del peligro que representa la guerra. Nosotros los comunistas no aceptamos ninguna concepción religiosa. Pero al mismo tiempo somos de los que creen que es necesario que se unan todas las fuerzas para salvaguardar la paz.
Berna Quintana, Ángel (2003): «El momento histórico de la encíclica Pacem in terris».

En España, sin embargo, la reacción fue escasa y crítica.